# Sauvian

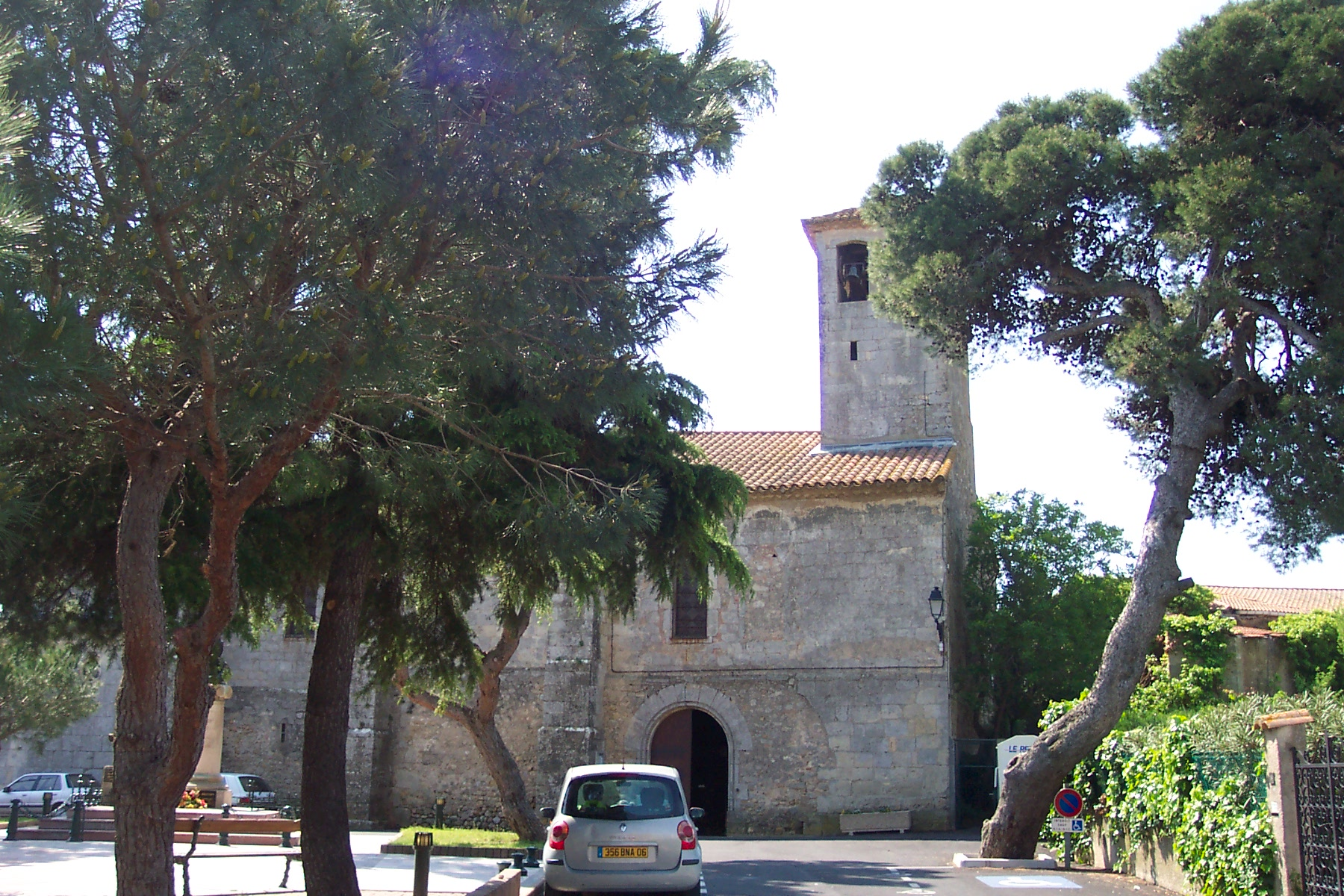
Kościół w Sauvian, 2009

Sauvian – miejscowość i gmina we Francji, w regionie Oksytania, w departamencie Hérault.
Według danych na rok 1990 gminę zamieszkiwało 3178 osób, a gęstość zaludnienia wynosiła 243 osoby/km² (wśród 1545 gmin Langwedocji-Roussillon Sauvian plasuje się na 120. miejscu pod względem liczby ludności, natomiast pod względem powierzchni na miejscu 601.).

## Populacja

Populacja Sauvian w latach 1962-2008

## Współpraca
Miejscowość partnerska:
- Paliseul, Belgia